# El Naranjo, Santa María Chilchotla
El Naranjo är en ort i Mexiko.   Den ligger i kommunen Santa María Chilchotla och delstaten Oaxaca, i den sydöstra delen av landet, 280 km öster om huvudstaden Mexico City. El Naranjo ligger 722 meter över havet och antalet invånare är 124.
Terrängen runt El Naranjo är varierad. Runt El Naranjo är det ganska tätbefolkat, med 139 invånare per kvadratkilometer. Närmaste större samhälle är Barranca Seca, 2,8 km sydost om El Naranjo. I omgivningarna runt El Naranjo växer i huvudsak städsegrön lövskog.